# 田崎美術館
田崎美術館（たさきびじゅつかん）は、長野県北佐久郡軽井沢町にある美術館である。洋画家の田崎広助の作品を収蔵・展示する。

## 概要
田崎広助は福岡県八女郡北山村（現・八女市）生まれ、フランス留学を経て、東京で生活するが戦後、軽井沢三笠にもアトリエを構え、浅間山や、八ヶ岳、蓼科山、妙高山、富士山、阿蘇山など、山岳画を中心に多くの作品を残した。没後、本人の遺志に従って、1986年5月2日に個人美術館として建設された。設計は原広司が手掛けた。
油彩35点、水彩・スケッチ87点、書簡、文献、版画などの遺作を年代別に収蔵、展示している。

## 代表的な収蔵作品
- 「京都鹿之谷」1925年
- 「武蔵野」1927年
- 「ベスビアス」1932年
- 「巴里娘」1933年
- 「関門海峡の朝」1949年
- 「阿蘇山」1954年
- 「妙高の早春」1963年
- 「朱富士」1975年
- 「早春の富士山」1977年
- 「浅間山」1979年

## アクセス
- 北陸新幹線軽井沢駅より 車で10分
- しなの鉄道線中軽井沢駅より 車で3分 徒歩20分
- 上信越自動車道
  - 碓氷軽井沢ICより 車で20分
  - 佐久ICより 車で30分